# RIZE
RIZE是一隊日本搖滾樂隊，於1997年結成，2000年正式出道。他們樂曲混合了重金屬音樂、雷鬼樂和嘻哈音樂。
2007年7月7日他們在大型環保音樂會Live Earth演出。2007年7月29日參加台灣夏日大型音樂活動野台開唱的演出。於2007年9月7日於中國北京市的"MAO"舉行專場（ONEMAN）Live，並於次日2007年9月8日參加中國最大型的音樂活動「北京流行音樂節」（場地：北京朝陽公園）的演出。這是該音樂活動首次邀請日本樂團參加（同時受邀的日本樂團還有Ra:IN）。
2008年9月7日於台灣台大綜合體育館舉行首次的台灣演唱會。
2016年11月20日於台北花漾展演空間舉行台灣單獨公演，JESSE並在接受訪問時表示未來希望能舉辦台灣巡迴。

## 成員
- JESSE　主唱兼吉他手（1980年8月11日─ 血型AB型）
  - 英文名字Jesse McFaddin（美國籍、母親是美國人）、日文名字為竹中空人。為日本名吉他手Char（竹中尚人）的愛子。英文十分流利。
  - 2019年7月，因違反《大麻取締法》，與bass手KenKen一同以現行犯被逮捕。

- （金子統昭，Nobuaki Kaneko，NK）鼓手（1981年6月5日─ 血型B型）
  - 為日本名鼓手（Johnny Yoshinaga）和名歌手（Mari Kaneko）的長子。曾參與戲劇演出、並多次擔任時尚雜誌模特兒。為現任貝斯手KenKen的親哥哥。
- KenKen（金子賢輔，Kensuke Kaneko）貝斯手（1985年12月30日─ 血型AB型）
  - 2005年年末原貝斯手UZO脫退後暫時支援，2006年1月正式加入RIZE。與鼓手為親兄弟。2006年6月發行了第一張個人專輯。2007年登上日本BASS MAGAZINE封面（2007年4月號），為該誌創刊以來最年輕的封面人物。
  - 2019年7月，因違反《大麻取締法》，與主唱JESSE一同以現行犯被逮捕。

## 前成員
- 中尾宣弘（Yoshihiro Nakao）吉他手（1981年4月8日─ 血型O型）
和鼓手上同一所小學和中學。現為一女之父。於2008年5月宣佈退團。

（此欄尚待補足）

## 作品集

### 唱片
- Rookey (2000)
- Foreplay (2001)
- Natural Vibes (2003)
- Fuck'n Best (2005)
- Spit & Yell (2005)
- Alterna (2007)
- K.O.(2008)
- EXPERIENCE (2010)

### 單曲
- Kaminari (2000)
- Music (2001)
- Dream Catcher (2001)
- Gun Shot (2003)
- Pink Spider (2006)（翻唱已故知名吉他手hide（X JAPAN）的作品）
- Lady Love (2007)
- Live Or Die (2008)

### DVD
- Fresh Blend (2001)
- Fuck'n Live (2002)
- Lost Clips (2005)
- Alterna Live (2007)
- T.K.O(2008)

## 來源
1. ↑  . MeMeOn Music. 2016-11-25  [2017-02-24]. （原始内容存档于2017-02-24）.
2. ↑  memeonmusic. . MeMeOn Music. 2016-11-24  [2017-02-24]. （原始内容存档于2017-02-24）.

## 外部連結
- Fan Club官方網站（日文）（页面存档备份，存于）
- 藝人資料庫（英文）[]